# Golf van La Spezia
De Golf van La Spezia (Italiaans: Golfo della Spezia) of ook Golf van de Dichters (Golfo dei Poeti) is een baai in het noorden van de Ligurische Zee bij La Spezia, de havenstad waarnaar de baai vernoemd is. 
De brede en diepe inkeping in de kustlijn is gelegen in het uiterste westen van de regio Ligurië. La Spezia heeft de grootste haven aan de baai. De toegang van de baai wordt geflankeerd door Porto Venere in het westen en Lerici in het oosten, twee plaatsen die erg in trek zijn bij toeristen. Bij de ingang van de baai aan westelijke zijde liggen de eilanden Palmaria, Tino en Tinetto. Aan de oostelijke zijde ligt de Ligurische kust. De baai meet ongeveer vierenhalve kilometer in lengte en kent een breedte tussen de drie en drieënhalve kilometer. Beschermheilige van de baai is de heilige Venerius.